# Torna settembre/Tirami su
Torna settembre/Tirami su è un singolo del cantautore Gianni Davoli pubblicato nel 1982.

## Descrizione
Il disco (pubblicato nel 1982 con l'etichetta discografica Green Records) include due brani, i quali sono stati inseriti nell'album Amore e favole del 1985.

## Tracce
1. Torna settembre - 2:50 (G.Davoli, Puma, D.Mariconda, P.Chiuchiarelli)
2. Tirami su - 3:20 (G.Davoli, Puma, P.Chiuchiarelli, G.C.Di Gloria)